# Pavonia alba
Pavonia alba är en malvaväxtart som beskrevs av Berthold Carl Seemann. Pavonia alba ingår i släktet påfågelsmalvor, och familjen malvaväxter. Inga underarter finns listade i Catalogue of Life.